# Unterseeboot 91 (1942)
Pour les articles homonymes, voir Unterseeboot 91.
Le Unterseeboot 91 (ou U-91) est un sous-marin allemand (U-Boot) de type VII.C construit pour la Kriegsmarine pendant la Seconde Guerre mondiale.

## Construction
L'U-91 est issu du programme 1937-1938 pour une nouvelle classe de sous-marins océaniques. Il est de type VII C lancé entre 1936 et 1940. Construit dans les chantiers de Flender Werke AG à Lübeck, la quille du U-91 est posée le 12 novembre 1940 et il est lancé le 30 novembre 1941. L'U-91 entre en service deux mois plus tard.

## Historique
L'U-91 sert à compter du 28 janvier 1942, de sous-marin d'entraînement et de formation au sein de la 5. Unterseebootsflottille à Kiel.

Le 1er septembre 1942, l'U-91 devient opérationnel dans la 9. Unterseebootsflottille à Brest.
Il mène sa première patrouille de guerre, quittant le port de Kiel, le 15 août 1942, sous les ordres du Kapitänleutnant Heinz Walkerling. Après 53 jours en mer et un succès de deux navires marchands coulés pour un total de 6 364 tonneaux, il arrive à la base sous-marine de Brest le 6 octobre 1942.
L'Unterseeboot 91 a effectué six patrouilles, coulant quatre navires marchands pour un total de 26 194 tonneaux et un navire de guerre de 1 375 tonnes Modèle:Tonneaux ? au cours de 292 jours de croisière.
Pour sa quatrième patrouille, l'U-91 quitte la base sous-marine de Brest le 25 janvier 1944 sous les ordres du Kapitänleutnant Heinz Hungershausen . Après trente-trois jours en mer, l'U-91 est coulé le 26 février 1944 dans l'Océan Atlantique, à la position géographique de 49° 45′ N, 26° 20′ O par des charges de profondeur lancées par les  frégates britanniques HMS Affleck, HMS Gore et HMS Gould. 
Trente-six des cinquante-deux membres d'équipage meurent dans cette attaque. Les seize survivants, dont le Kapitänleutnant, sont faits prisonniers de guerre.

## Affectations
- 5. Unterseebootsflottille à Kiel du 28 janvier au 31 août 1942 (entrainement)
- 9. Unterseebootsflottille à Brest du 1er septembre 1942 au 26 février 1944 (service actif)

## Commandement
- Kapitänleutnant Heinz Walkerling du 28 janvier 1942 au 19 avril 1943
- Kapitänleutnant Heinz Hungershausen du 20 avril 1943 au 26 février 1944

## Patrouilles
|       | Commandant                 | Départ            | Départ  | Arrivée          | Arrivée | Jours     | Succès   |
| ----- | -------------------------- | ----------------- | ------- | ---------------- | ------- | --------- | -------- |
| 1     | Kptlt. Heinz Walkerling    | 15 août 1942      | Kiel    | 6 octobre 1942   | Brest   | 53 jours  | 6 364    |
| 2     | Kptlt. Heinz Walkerling    | 1er novembre 1942 | Brest   | 26 décembre 1942 | Brest   | 56 jours  |          |
| 3     | Kptlt. Heinz Walkerling    | 11 février 1943   | Brest   | 29 mars 1942     | Lorient | 47 jours  | 21 205   |
| 4     | Oblt. Heinz Hungershausen  | 29 avril 1943     | Lorient | 7 juin 1943      | Brest   | 40 jours  |          |
| 5     | Oblt. Heinz Hungershausen  | 21 septembre 1943 | Brest   | 22 novembre 1943 | Brest   | 63 jours  |          |
| 6     | Kptlt. Heinz Hungershausen | 25 janvier 1944   | Brest   | 26 février 1944  | Coulé   | 33 jours  |          |
| Total | Total                      | Total             | Total   | Total            | Total   | 292 jours | 27 569 t |

Note : Kptlt. = Kapitänleutnant - Oblt.  = Oberleutnant zur See

### Opérations Wolfpack
L'U-91 a opéré avec les Wolfpacks (meutes de loup) durant sa carrière opérationnelle:
- Vorwärts (25 août 1942 - 26 septembre 1942)
- Natter (6 novembre 1942 - 8 novembre 1942)
- Westwall (8 novembre 1942 - 12 décembre 1942)
- Knappen (19 février 1943 - 25 février 1943)
- Burggraf (4 mars 1943 - 5 mars 1943)
- Raubgraf (7 mars 1943 - 17 mars 1943)
- sans nom (5 mai 1943 - 10 mai 1943)
- Lech (10 mai 1943 - 15 mai 1943)
- Donau 2 (15 mai 1943 - 26 mai 1943)
- Rossbach (6 octobre 1943 - 9 octobre 1943)
- Schlieffen (14 octobre 1943 - 22 octobre 1943)
- Siegfried (22 octobre 1943 - 27 octobre 1943)
- Igel 2 (3 février 1944 - 17 février 1944)
- Hai 1 (17 février 1944 - 22 février 1944)
- Preussen (22 février 1944 - 26 février 1944)

## Navires coulés
L'Unterseeboot 91 a coulé 4 navires marchands pour un total de 26 194 tonneaux et un navire de guerre de 1 375 tonnes lors de ses 6 patrouilles (292 jours en mer) qu'il effectua.
| Date              | Nom              | Nationalité     | Tonnage (GRT) | Fait  |
| ----------------- | ---------------- | --------------- | ------------- | ----- |
| 14 septembre 1942 | HMCS Ottawa      | Canada          | 1 375         | Coulé |
| 26 septembre 1942 | New York         | Grande-Bretagne | 4 989         | Coulé |
| 17 mars 1943      | Harry Luckenbach | USA             | 6 366         | Coulé |
| 17 mars 1943      | Irénée Du Pont   | USA             | 6 125         | Coulé |
| 17 mars 1943      | Nariva           | Grande-Bretagne | 8 714         | Coulé |